# Hanriot

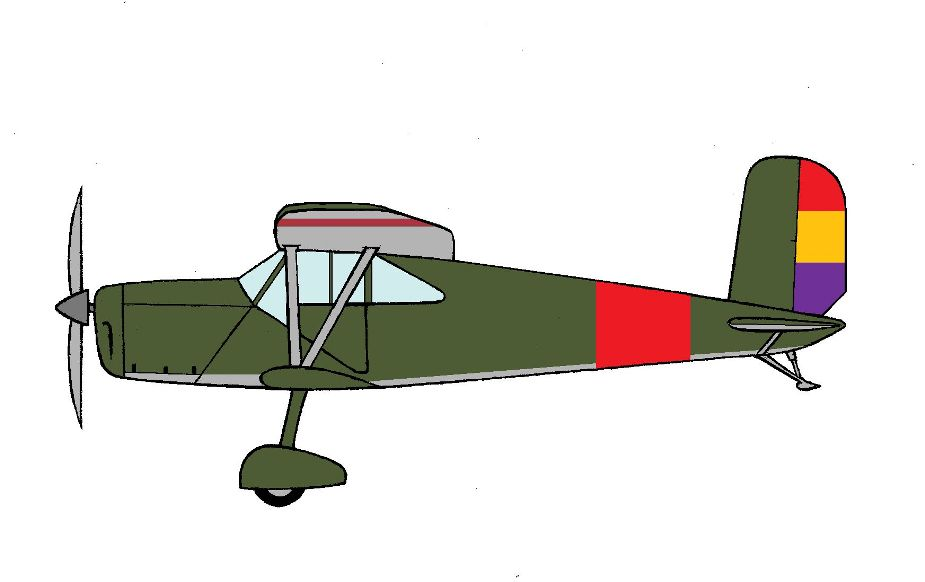
Hanriot H.180

Compagnie des Avions Hanriot – francuska wytwórnia lotnicza założona w 1910 roku przez René Hanriota. Konstruowała głównie samoloty myśliwskie i szkolne. Konstrukcje H.14 i H.19 były produkowane na podstawie licencji w Polsce. We Francji swoje zakłady miała w miejscowościach: Betheny (przedmieście Reims) Boulogne-Billancourt, Carrières-sur-Seine i Bourges.

## Historia
René Hanriot, konstruktor, zawodnik wyścigów łodzi motorowych i kierowca wyścigowy zbudował swój pierwszy samolot w 1907 roku. Był to drewniano kadłubowy jednopłat ze skrzydłami usztywnianymi drucianymi podciągami. Po udanych próbach prototypu własnymi siłami stworzył serię podobnych konstrukcji, które były prezentowane publiczności na Salon d’Aeronautique w Brukseli w styczniu 1910 roku. Te wyróżniające się smukłymi drewnianymi kadłubami maszyny były napędzane silnikami Darracq 20 KM i Gyp 40 KM. Razem z kolegą z wyścigów Louisem Wagnerem, Hanriot założył szkołę latania w Betheny w pobliżu Reims, gdzie mieścił się jego warsztat.
W 1910 Hanriot i jego piloci regularnie pojawiali się na pokazach lotniczych we Francji i Anglii. 15-letni syn Marcel został najmłodszym posiadaczem certyfikatu pilota i dołączył do pilotów ojca. René Hanriot następnie wycofał się z latania, koncentrując się na budowie samolotów.
W 1911 Hanriot stanął do konkursu na dwumiejscowy samolot dla wojska jednak jego konstrukcja nie przeszła prób kwalifikacyjnych, między innymi dlatego, że jej kadłub był tak wąski że załoga w czasie lotu była całkowicie nieosłonięta. Konstrukcja ta była zdecydowanie przestarzała i nigdy nie miała poważnych szans w rywalizacji przeciwko nowoczesnym projektom Nieuporta, Morane-Saulniera i Deperdussina. Były główny inżynier Nieuporta Alfred Pagny zaprojektował w 1912 dla Hanriota nowy model, ale firmie znów nie udało się uzyskać żadnych zamówień do prób wojskowych. W obliczu bankructwa René Hanriot sprzedał swoje aktywa Louisowi Ponnier, który zreorganizował firmę jako Société de Construction de Machines pour la Navigation Aérienne (CMNA) i jej kierownictwo powierzył A. Pagny.
Fabryka Ponniera istniała kilka lat, i skonstruowała kilka wyścigowych jednopłatów, z których jeden zajął drugie miejsce w 1913 roku w wyścigu Gordon Bennett Trophy.
Po wybuchu I wojny światowej wiele zamówień zostało anulowanych, a na skutek niemieckiej ofensywy fabryka CMNA/Ponnier w Reims znalazła się za liniami niemieckimi, ale René Hanriot założył w Levallois nową fabrykę Aéroplanes Hanriot et Cie. Zaczynając jako podwykonawca elementów samolotów, firma rozwinęła się w licencyjnego producenta samolotów innych konstruktorów (w szczególności Sopwith 1 A.2 i Salmson 2 A.2). W 1915 Hanriot zatrudnił młodego inżyniera Emile Dupont, a w 1916 roku, Dupont zaprojektował myśliwiec HD.1, który, mimo że był pomijany przez francuskie siły powietrzne na rzecz mocniejszego SPAD VII, został zamówiony przez belgijskie i włoskie lotnictwo. Licencja na budowę HD.1 była również sprzedana włoskiej wytwórni Macchi. Popyt zaowocował otwarciem nowej fabryki w Boulogne-Billancourt zatrudniającej ok. 2000 pracowników.
Po wojnie Hanriot kontynuował produkcję myśliwców i uniwersalnych samolotów opartych na serii HD.1/HD.2, ale również wprowadzał nowe modele dwupłatowców. W 1924 roku firma przeniosła swoją siedzibę z Boulogne-Billancourt do Carrières-sur-Seine.
René Hanriot zmarł w dniu 7 listopada 1925 roku. Firmę przejęli jego spadkobiercy: syn Marcel i jego dwaj kuzyni. W 1930 roku firma Hanriot stała się częścią spółki Lorraine-Dietrich pod nazwą Lorraine-Hanriot. Połączenie trwało trzy lata, aż do 1933 roku kiedy obie firmy zostały rozdzielone i Marcel Hanriot stanął znów na czele firmy aby poprowadzić rodzinny biznes. Pod jego kierownictwem firma rozpoczęła ambitny kurs, projektując całkowicie metalowy wojskowy samolot H.220 ciężkiego myśliwca. Jednak ich główne sukcesy łączą się z łącznikowo-szkoleniowym jednopłatem H.180/H.182 i dwusilnikowym H.232/H.232.
W 1936 roku firma została włączona do narodowego programu nacjonalizacji i w 1937 jej część została połączona z zakładami Farmana i występowała pod nazwą Société Nationale de Constructions Aéronautiques du Centre (SNCAC). Pozostałą część w 1940 zlikwidowano.

## Produkowane modele
| - Hanriot 1909 monoplane - Hanriot I - Hanriot Type II - Hanriot III - Hanriot 1911 military (Type IV) - Hanriot 1910 monoplane (Type V) - Hanriot 1910 monoplane (Type VI) - Hanriot VII - Hanriot 100 ch monoplane (Type VII) - Hanriot IX - Hanriot D.I monoplane - Hanriot HD.1 - Hanriot HD.2 - Hanriot HD.3 - Hanriot HD.5 - Hanriot HD.6 - Hanriot HD.7 - Hanriot HD.8 - Hanriot HD.14 | - Hanriot HD.15 - Hanriot HD.17 - Hanriot HD.19 - Hanriot HD.20 - Hanriot H.26 - Hanriot H.28 - Hanriot H.31 - Hanriot HD.32 - Hanriot H.33 - Hanriot H.35 - Hanriot LH.10 - Hanriot H.41 - Hanriot H.43 - Hanriot H.110 - Hanriot H.115 - Hanriot HD.120 - Hanriot H.180/H.182 - Hanriot H.220/SNCAC 600 - Hanriot H.230/H.232 |